# Arrondissement de Sigmaringen
L'arrondissement de Sigmaringen est un arrondissement (« Landkreis » en allemand) de Bade-Wurtemberg (Allemagne) situé dans le district (« Regierungsbezirk » en allemand) de Tübingen. Son chef-lieu est Sigmaringen.

## Situation géographique
L'arrondissement de Sigmaringen est situé au nord du lac de Constance et constitue avec l'arrondissement du Lac de Constance (Bodenseekreis) et l'arrondissement de Ravensbourg la région de Bodensee-Oberschwaben. Il  fait partie du district de Tübingen.

## Tableau Général des Communes

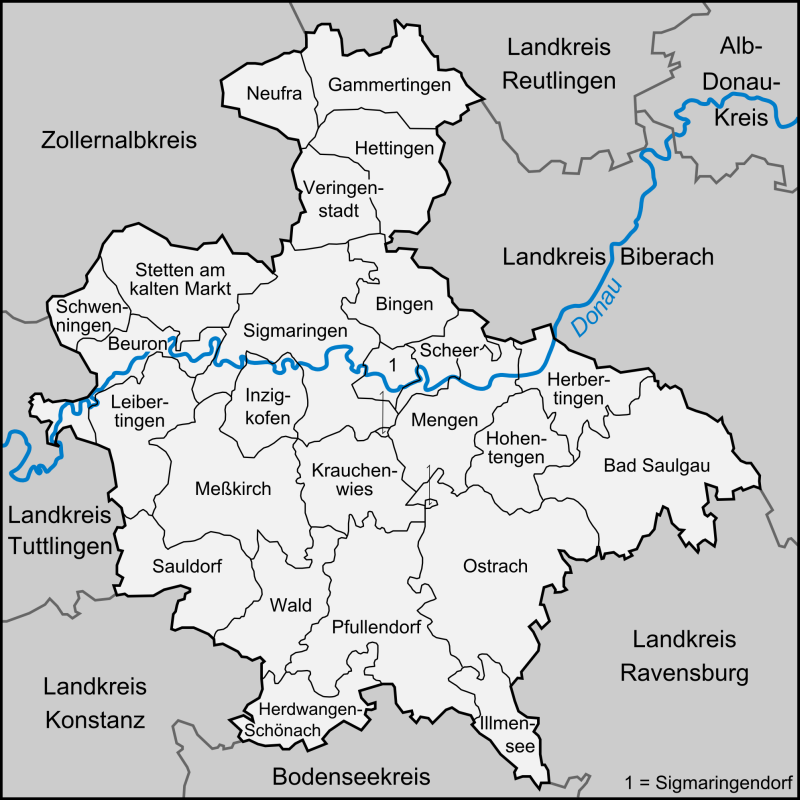
Localisation des communes dans l'arrondissement

| Unité Territoriale      | Statut      | Nbre Quartiers Ortsteile/Stadtteile | Bourgmestre (Parti)       | Code Postal           | Indicatif Téléphonique            | Code Plaque Minéralogique | Superficie   | Population | Date population | Densité |
| ----------------------- | ----------- | ----------------------------------- | ------------------------- | --------------------- | --------------------------------- | ------------------------- | ------------ | ---------- | --------------- | ------- |
| Bad Saulgau             | Commune     | 14                                  | Doris Schröter            | 88348                 | +49-07581                         | SIG                       | 97,32 km²    | 17 286     | 31/12/2015      | 177,62  |
| Beuron                  | Commune     | 5                                   | Raphael Osmakowski-Miller | 88631                 | +49-07466                         | SIG                       | 35,11 km²    | 664        | 31/12/2015      | 18,91   |
| Bingen                  | Commune     | 4                                   | Jochen Fetzer             | 72511                 | +49-07571                         | SIG                       | 37,01 km²    | 2 713      | 31/12/2015      | 73,30   |
| Gammertingen            | Ville       | 6                                   | Holger Jerg               | 72501                 | +49-07124 et +49-07574            | SIG                       | 52,97 km²    | 6 341      | 31/12/2015      | 119,71  |
| Herbertingen            | Commune     | 4                                   | Magnus Hoppe              | 88518                 | +49-07586                         | SIG                       | 38,67 km²    | 4 796      | 31/12/2015      | 124,02  |
| Herdwangen-Schönach     | Commune     | 3                                   | Ralph Gerster             | 88634                 | +49-07552 et +49-07557            | SIG                       | 36,52 km²    | 3 412      | 31/12/2015      | 93,43   |
| Hettingen               | Ville       | 2                                   | Dagmar Kuster             | 72419, 72501 et 72513 | +49-07574 et +49-07577            | SIG                       | 46,06 km²    | 1 796      | 31/12/2015      | 38,99   |
| Hohentengen             | Commune     | 8                                   | Peter Rainer              | 88367                 | +49-07572 et +49-07586            | SIG                       | 36,57 km²    | 4 131      | 31/12/2015      | 112,96  |
| Illmensee               | Commune     | 3                                   | Jürgen Lasser             | 88636                 | +49-07558                         | SIG                       | 24,92 km²    | 1 973      | 31/12/2015      | 79,17   |
| Inzigkofen              | Commune     | 3                                   | Bernd Gombold             | 72514                 | +49-07571                         | SIG                       | 28,75 km²    | 2 746      | 31/12/2015      | 95,51   |
| Krauchenwies            | Commune     | 6                                   | Jochen Spieß              | 72505                 | +49-07576                         | SIG                       | 44,66 km²    | 4 962      | 31/12/2015      | 111,11  |
| Leibertingen            | Commune     | 4                                   | Armin Reitze              | 88637                 | +49-07466                         | SIG                       | 47,21 km²    | 2 087      | 31/12/2015      | 44,21   |
| Mengen                  | Commune     | 6                                   | Stefan Bubeck             | 88512                 | +49-07572 et +49-07576            | SIG                       | 49,80 km²    | 9 869      | 31/12/2015      | 198,17  |
| Meßkirch                | Commune     | 11                                  | Arne Zwick                | 88605                 | +49-07570, +49-07575 et +49-07578 | SIG                       | 76,24 km²    | 8 302      | 31/12/2015      | 108,89  |
| Neufra                  | Commune     | 2                                   | Reinhard Traub            | 72419                 | +49-07574                         | SIG                       | 28,39 km²    | 1 847      | 31/12/2015      | 65,06   |
| Ostrach                 | Commune     | 12                                  | Christoph Schulz          | 88356                 | +49-07585                         | SIG                       | 108,91 km²   | 6 751      | 31/12/2015      | 61,99   |
| Pfullendorf             | Ville       | 1                                   | Thomas Kugler             | 88630                 | +49-07552 et +49-07558            | SIG                       | 90,56 km²    | 13 104     | 31/12/2015      | 144,70  |
| Sauldorf                | Commune     | 6                                   | Wolfgang Sigrist          | 88605                 | +49-07578                         | SIG                       | 49,72 km²    | 2 477      | 31/12/2015      | 49,82   |
| Scheer                  | Commune     | 2                                   | Lothar Fischer            | 72516                 | +49-07572                         | SIG                       | 18,72 km²    | 2 523      | 31/12/2015      | 134,78  |
| Schwenningen            | Commune     | 6                                   | Roswitha Beck             | 72477                 | +49-07579                         | SIG                       | 19,33 km²    | 1 579      | 31/12/2015      | 81,69   |
| Sigmaringen             | Ville       | 6                                   | Thomas Schärer (CDU)      | 72488                 | +49-07570, +49-07571 et +49-07577 | SIG                       | 92,84 km²    | 18 271     | 31/12/2015      | 196,80  |
| Sigmaringendorf         | Commune     | 2                                   | Philip Schwaiger (CDU)    | 72517                 | +49-07571                         | SIG                       | 12,47 km²    | 3 564      | 31/12/2015      | 285,81  |
| Stetten am kalten Markt | Commune     | 5                                   | Maik Lehn                 | 72510                 | +49-07573                         | SIG                       | 56,47 km²    | 4 798      | 31/12/2015      | 84,97   |
| Veringenstadt           | Commune     | 3                                   | Armin Christ              | 72519                 | +49-07577                         | SIG                       | 31,25 km²    | 2 149      | 31/12/2015      | 68,77   |
| Wald                    | Commune     | 10                                  | Werner Müller             | 88639                 | +49-07578                         | SIG                       | 43,87 km²    | 2 631      | 31/12/2015      | 59,97   |
| Sigmaringen             | 25 Communes |                                     |                           |                       |                                   |                           | 1 204,35 km² | 130 772    | 31/12/2015      | 108,58  |